# Соболев, Алексей Валерьевич
Алексей или Андрей Валерьевич Соболев (16 января 1968 — 15 ноября 2001) — советский и российский футболист, играл на позиции защитника.

## Карьера
Начинал в 1984 году в днепропетровском «Днепре», однако выступал за молодёжную команду. В 1985—1986 годах играл в павлоградском «Колосе» / «Шахтёре». Также в 1986 году играл за любительский клуб «Приморец» (Смоляниново). В 1988 году перешёл в «Океан» Находка. 10 апреля 1992 года в домашнем матче 3-го тура против владикавказского «Спартака», выйдя на замену на 68-й минуте встречи вместо Василия Грыцана, дебютировал в высшей лиге. В 1994 году перешёл во владивостокский «Луч», в котором в 1997 году завершил профессиональную карьеру.
Скончался 15 ноября 2001 года в возрасте 33 лет.